# Bình Chánh (An Giang)
Bình Chánh is een xã in het district Châu Phú, een van de districten in de Vietnamese provincie An Giang in de Mekong-delta.